# Chelonus watti
Chelonus watti är en stekelart som beskrevs av Trevor Huddleston och Walker 1994. Chelonus watti ingår i släktet Chelonus och familjen bracksteklar. Inga underarter finns listade i Catalogue of Life.